# Вольсько
Вольсько (пол. Wolsko, нім. Freimühlen) — село в Польщі, у гміні Мястечко-Краєнське Пільського повіту Великопольського воєводства.
Населення — 210 осіб (2011).
У 1975-1998 роках село належало до Пільського воєводства.

## Демографія
Демографічна структура станом на 31 березня 2011 року:
|          | Загалом | Допрацездатний вік | Працездатний вік | Постпрацездатний вік |
| -------- | ------- | ------------------ | ---------------- | -------------------- |
| Чоловіки | 104     | 27                 | 70               | 7                    |
| Жінки    | 106     | 26                 | 56               | 24                   |
| Разом    | 210     | 53                 | 126              | 31                   |